# Iniistius baldwini
Iniistius baldwini là một loài cá biển thuộc chi Iniistius trong họ Cá bàng chài. Loài cá này được mô tả lần đầu tiên vào năm 1903.

## Từ nguyên
Từ định danh của loài cá này được đặt theo tên của Albertus Baldwin, một họa sĩ đã được Bộ Nông nghiệp, Nội vụ và Thương mại Hoa Kỳ thuê để vẽ minh họa các loài cá Hoa Kỳ và Hawaii cho các báo cáo khoa học.

## Phạm vi phân bố và môi trường sống
I. baldwini có phạm vi phân bố trên Ấn Độ Dương - Thái Bình Dương. Các quần thể của loài này đã được ghi nhận rải rác tại quần đảo Hawaii, Đông Papua New Guinea, quần đảo Solomon và quần đảo Samoa; I. baldwini cũng đã được ghi nhận tại Eritrea (phía nam Biển Đỏ), dựa trên một mẫu vật trước đây bị nhầm là Iniistius melanopus.
I. baldwini sống gần các rạn san hô trên nền đáy cát ở độ sâu được ghi nhận khoảng từ 10 đến ít nhất là 32 m.
Iniistius evides, trước đây được xem là danh pháp đồng nghĩa của I. baldwini, đã được công nhận là một loài hợp lệ.

## Mô tả
Chiều dài cơ thể tối đa được ghi nhận ở I. baldwini là 24 cm. Trán dốc và cứng chắc là điểm đặc trưng của hầu hết các loài thuộc chi Iniistius. Điều này giúp chúng có thể dễ dàng đào hang dưới cát bằng đầu của mình.
Cơ thể có màu xám nhạt với một mảng đốm lớn màu trắng xanh lam ở hai bên thân, sau vây ngực, liền trước bởi một vệt màu vàng; trên mảng đốm trắng là một màu đen (có thể pha với màu đỏ). Các màng vây có màu vàng nhạt. Cá đực có thêm đốm đen lớn ở phía sau vây hậu môn, nhưng không có ở cá cái. Cá con có thêm những chấm đen dọc đường bên.

### Trích dẫn
- J. E. Randall; J. L. Earle (2002). “Review of Hawaiian Razorfishes of the Genus Iniistius (Percifonnes: Labridae)” (PDF). Pacific Science. 56 (4): 389–402. Bản gốc (PDF) lưu trữ ngày 5 tháng 2 năm 2022. Truy cập ngày 22 tháng 2 năm 2021.